# إيدو (مدينة)
```
إيدو
 أو 
إدوم
 أو 
ساتو قلا
 أحدى أهم 
التلال الأثرية في أربيل
  تعود للعصر البرونزي تقع في 
محافظة أربيل
 في 
كردستان العراق
، واشارت الحفريات والكتابات التي وجدت فيها، بأنها مملكة استمر ازدهارها حوالي 140 عام، بعد ما تحررت من حكم 
الإمبراطورية الآشورية
.
[
2
]
```

## علم الآثار

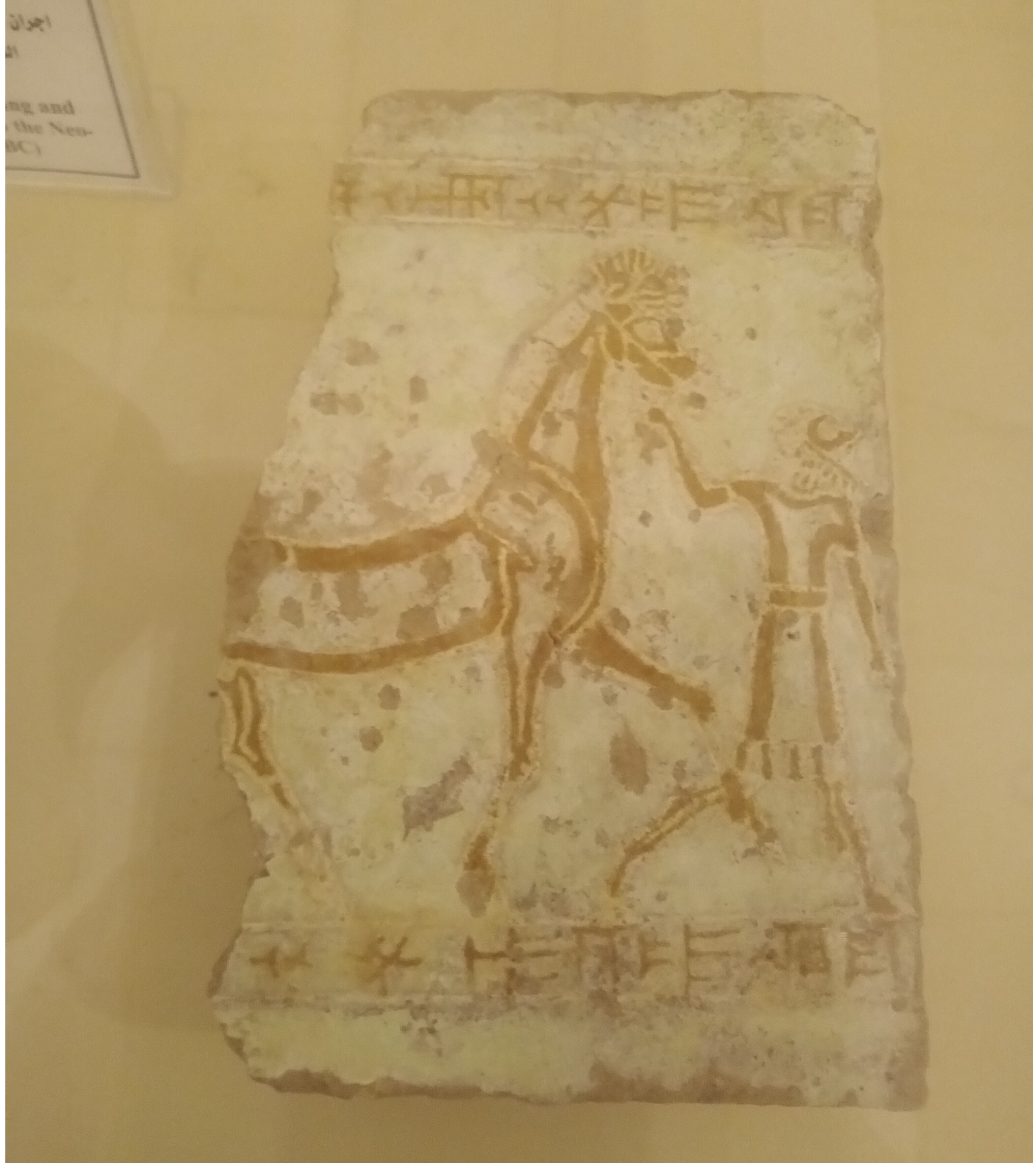
الأثار المكتشفة في ساتوقلا متحف أربيل الحضاري

أجريت الحفريات في عامي 2010 و 2011 بمشاركة الباحثين ديدريك ميجر وويلفريد فان سولت من جامعة لايدن وجامعة لايبتزغ وجامعة صلاح الدين، عثروا خلالها على 52 لوحة منقوشة يعود تاريخها بين 1050 - 850 قبل الميلاد، لكن عمليات التنقيب توقفت لوجود بعض المنازل، والتي تتطلب موافقة سكان مدينة ساتو قلا.